# Baba Is You
Baba Is You (укр. «Баба — це ти») — відеогра-головоломка, створена фінським незалежним розробником Арві Тейкарі (відоміший як Hempuli). Гра зосереджена на взаємодії з «правилами», які подано на плитках так, щоб головний персонаж Баба (чи інший об'єкт) досяг заданої мети.

## Ігровий процес

Три блоки, де написано «WALL IS STOP» («СТІНА ЦЕ ПЕРЕШКОДА»), створює правило, що забороняє Бабі (білий кролик, який є ігровим персонажем через правило «BABA IS YOU» («БАБА ЦЕ ТИ») проходити через плитки стіни. Коли блоки правила роз'єднано, воно більше не діє, тому Баба може проходити крізь стіни.

Гравець, здебільшого, керує персонажем, якого звати Баба (англ. Baba). Кожен рівень містить різноманітні пересувні плитки, що відповідають визначеним типам об'єктів і перешкод на полі (сам Баба, прапор-мета, загрози, інші створіння), з'єднувальні оператори (такі як «is» («є») чи «and» («і»)), а також плитки, які описують властивості (наприклад, «you» («ти») дає змогу керувати об'єктом, «push» («штовхати») робить його пересувним, «win» («перемагати/перемога») тощо). Щорівня завданням гравця є досягти мети, взаємодіючи з цими плитками, щоб створити чи змінити «правила», за якими вони поводяться. Так, кінцеву мету можна змінити, посунувши до відповідної плитки слова «is» та «win», а гравець зможе проходити через об'єкти, якщо забере властивість «stop» від них. Рівні можуть нав'язувати незмінні правила поставивши їхні блоки в кутку, через що їх не можна пересунути..
Гра містить більше ніж 200 рівнів.

## Розроблення і видання
Темою геймджему Nordic Game Jam 2017 року було «не тут» (англ. Not There), що нагадало Тейкарі (студенту Гельсінського університету, який вже розробив метроїдванію  Environmental Station Alpha ) на думку про логічні оператори.
Гру розроблено на рушії Multimedia Fusion 2 з використанням Lua.

### Назва
Тейкарі писав на Реддіті, що назву навіяно ефектом «буба-кікі».